# 加藤キヨ子
加藤 キヨ子（かとう きよこ、1874年〈明治7年〉12月25日 - 1940年〈昭和15年〉1月20日）は、日本の第21代内閣総理大臣夫人。加藤友三郎子爵夫人。

## 経歴
1874年（明治7年）、恵美鉄允の次女として広島県で生まれる。広島の歴史を研究した木原松三郎の姪にあたる。1890年（明治23年）に加藤友三郎と結婚。1892年（明治25年）に長女のキミ子を出産。
1940年（昭和15年）1月20日、死去。65歳没。